# Paliga rubicundalis
Paliga rubicundalis là một loài bướm đêm trong họ Crambidae.